# Upplands runinskrifter 651
Upplands runinskrifter 651 är en vikingatida runsten av gnejsgranit vid Övergrans kyrka, Övergrans socken och Håbo kommun. Runstenen är 1,7 meter hög och 0,75 meter bred. Stenen står nu rest vid kyrkogårdsmuren 15 meter väster om U 648. Ristningen, som är mycket svårt skadad, återfinns på två sidor av stenen.

## Inskriften
Translitterering av runraden:
· bel[e]ik[r · au]k [· hefton · auk · s]i-ig[r] · (r)aist(u) · [s](t)a[in · þina] · at · ulf · buruþur : s[in]
Normalisering till runsvenska:
Blæikʀ(?) ok Halfdan(?) ok si-igr ræistu stæin þenna at Ulf, broður sinn.
Översättning till nusvenska:
Blek och Halvdan och si - igr reste denna sten efter Ulv, sin broder.